# Capnophialophora
Capnophialophora is een monotypisch geslacht van schimmels dat behoort tot de familie Metacapnodiaceae. De typesoort is Capnophialophora fraserae.